# Aratinga nyandai
L'aratinga nyandai o aratinga nandai (Nandayus nenday) és una espècie d'ocell de la família dels psitàcids i única espècie del gènere Nandayus. Habita sabanes, palmerars i conreus del centre del Paraguai i zones limítrofes al sud-est de Bolívia, sud-oest del Brasil, Paraguai i nord de l'Argentina. Ha estat introduïda i naturalitzada a la ciutat de Barcelona.